# Stora Håltjärnen, Värmland
Stora Håltjärnen är en sjö i Sunne kommun i Värmland och ingår i Göta älvs huvudavrinningsområde. Sjön har en area på 0,0935 kvadratkilometer och ligger 368 meter över havet. Maxdjupet är 33 meter.

## Delavrinningsområde
Stora Håltjärnen ingår i det delavrinningsområde (665458-133194) som SMHI kallar för Utloppet av Kymmen. Medelhöjden är 245 meter över havet och ytan är 63,86 kvadratkilometer. Räknas de 3 avrinningsområdena uppströms in blir den ackumulerade arean 141,03 kvadratkilometer. Granån (Pyntbäcken) som avvattnar avrinningsområdet har biflödesordning 4, vilket innebär att vattnet flödar genom totalt 4 vattendrag innan det når havet efter 351 kilometer. Avrinningsområdet består mestadels av skog (66 procent). Avrinningsområdet har 15,14 kvadratkilometer vattenytor vilket ger det en sjöprocent på 23,7 procent.